# Asfalto (película)
Asfalto es una película de cine española dirigida por Daniel Calparsoro.

## Argumento
Lucía vive una vida particular junto a dos ladrones (Chino y Charly). Desengañados de la vida que les ha tocado vivir, buscan en el riesgo y las emociones fuertes una salida.

## Reparto
| Intérprete          | Personaje       |
| ------------------- | --------------- |
| Najwa Nimri         | Lucía           |
| Juan Diego Botto    | Charly          |
| Gustavo Salmerón    | Chino           |
| Alfredo Villa       | Antonio         |
| Antonia San Juan    | Madre de Lucía  |
| Roger Ibáñez        | Luis            |
| Javier Nogueiras    | Paco            |
| Rubén Ochandiano    | Miguel          |
| Oliver G. Sarmiento | Jorge           |
| David Bolajuzón     | Jefe de Policía |
| Carla Calparsoro    | Mamen           |
| Jeff Bigot          | Francés         |
| Ángel Plana         | Detective       |
| Javier Vega         | Joven Parque    |

## Música
La música fue compuesta por Najwa Nimri (que había sido esposa de Daniel Calparsoro, el director), Nacho Mastretta y Carlos Jean.
- Datos: Q5708194